# セントラル・アバコ
セントラル・アバコ（英語: Central Abaco）はバハマの県である。県都はマーシュ・ハーバー。

## 隣接行政区画
- ノース・アバコ
- サウス・アバコ

## 交通
- マーシュ・ハーバー空港（英語版）